# Dubrovnik
Dubrovnik (tradicionalment coneguda en català amb el nom italià de Ragusa; en llatí Ragusium) és una ciutat de Croàcia, a la costa de la mar Adriàtica (Dalmàcia), capital del comtat o županija de Dubrovnik-Neretva i important ciutat del país, amb 45.000 habitants. Al nord-est, al darrere del barri de Ploče, es troba la muntanya de Sergi (Srđ), de 408 m, i una mica més a l'est la de Bosanka, amb 264 m. Un pont modern creua la Rijeka Dubrobačka i uneix la ciutat amb l'altra banda.
Ciutat monumental, la seva part antiga ha estat declarada Patrimoni de la Humanitat per la UNESCO.

## Descripció
Dubrovnik està situada en una península que surt de Croàcia cap a la mar Adriàtica en direcció nord-oest de la costa dàlmata i després continua amb diverses illes, les anomenades Elafiti, la primera de les quals, propera a la península, és Daksa (abans Daza) (més al sud-oest es troba l'illa de Grebeni, abans Pettini, també propera a la península) i ja més lluny, al nord-oest de Daksa, la gran illa de Koločep (Calamotta). A la part nord-oest d'aquesta península hi ha el port de Gruž (abans Gravosa), el principal de la ciutat, la qual continua per la costa cap al sud-est fins a la punta Orsula (Úrsula), i entre Gruž i Orsula es troba Grad, la ciutat vella de Ragusa (que cal no confondre amb Ragusavecchia o Vella Ragusa, avui Cavtat), dins les seves monumentals muralles. Al davant, l'illa de Lokrum (abans Lacroma) forma part del terme de Dubrovnik. Prop de Gruž es troba la deu d'aigua d'Ombla.

## Barris
- Solitudo
- Babin Kuk, és a la part septentrional de la península que surt de la ciutat i entra a la mar Adriàtica. És una zona verda amb nombrosos hotels.
- Petka
- Lapad
- Hladnica
- Gruž
- Montovjerna
- Boninovo
- Danče
- Gradac
- Pile
- Grad
- Banje
- Ploče
- Betina Špilja
- Sveti Jakov (Sant Jaume)
- Srđ
- Žarkovica
- Orsula

## Llocs d'interès
- Placa o Stradun (el carrer Gran)
- la catedral de l'Assumpció
- el convent dominic
- el convent franciscà
- la torre del rellotge
- el palau Sponza

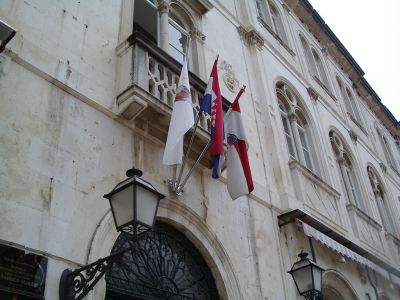
Ajuntament de Dubrovnik

- el Museu de Dubrovnik i el Museu Etnogràfic de Žitnica Rupe
- la Seu del Govern de la zupània de Dubrovnik-Neretva
- el mercat (plaça Gundulićeva)
- Sant Blai
- la fortalesa de Lovrijenac
- les muralles
- la torre Minčeta
- Sveti Ivan (Sant Joan)
- la font d'Onofrio
- les portes de Pile i Ploče
- el port vell
- el Museu Marítim
- la fortalesa de Revelin
- l'Ajuntament, a tocar del Museu i antic Palau gòtic de la rectoria. És un edifici singular construït el 1862 juntament amb el teatre de la ciutat.
- el convent de Santa Clara
- el llatzeret
- la duana
- la mesquita
- el monument al poeta Ivan Gundulić (Giovanni Gondola), nascut a la ciutat
- el campanar d'Uvala Gruž
- el pont Franjo Tuđmanl
- les platges de Dubrovnik, com les de Solitudo i Copacabana al nord de la península de Lapad; la de la badia de Sumratin a l'oest de la península; les de Boninovo i Danče a la part central de la ciutat; les de Banje, Betina Špilja i Sveti Jakov al sud-est; i les de Gornja Bočina, Galija i Skalica a l'illa de Lokrum. Totes aquestes platges són molt freqüentades pels turistes.

## Economia
L'economia de la ciutat i la regió depenen essencialment del turisme. La ciutat és coneguda com la Perla de l'Adriàtic i rep centenars de milers de visitants cada any. Els productes agrícoles destacats són el vi, l'oli i les hortalisses.

## Història

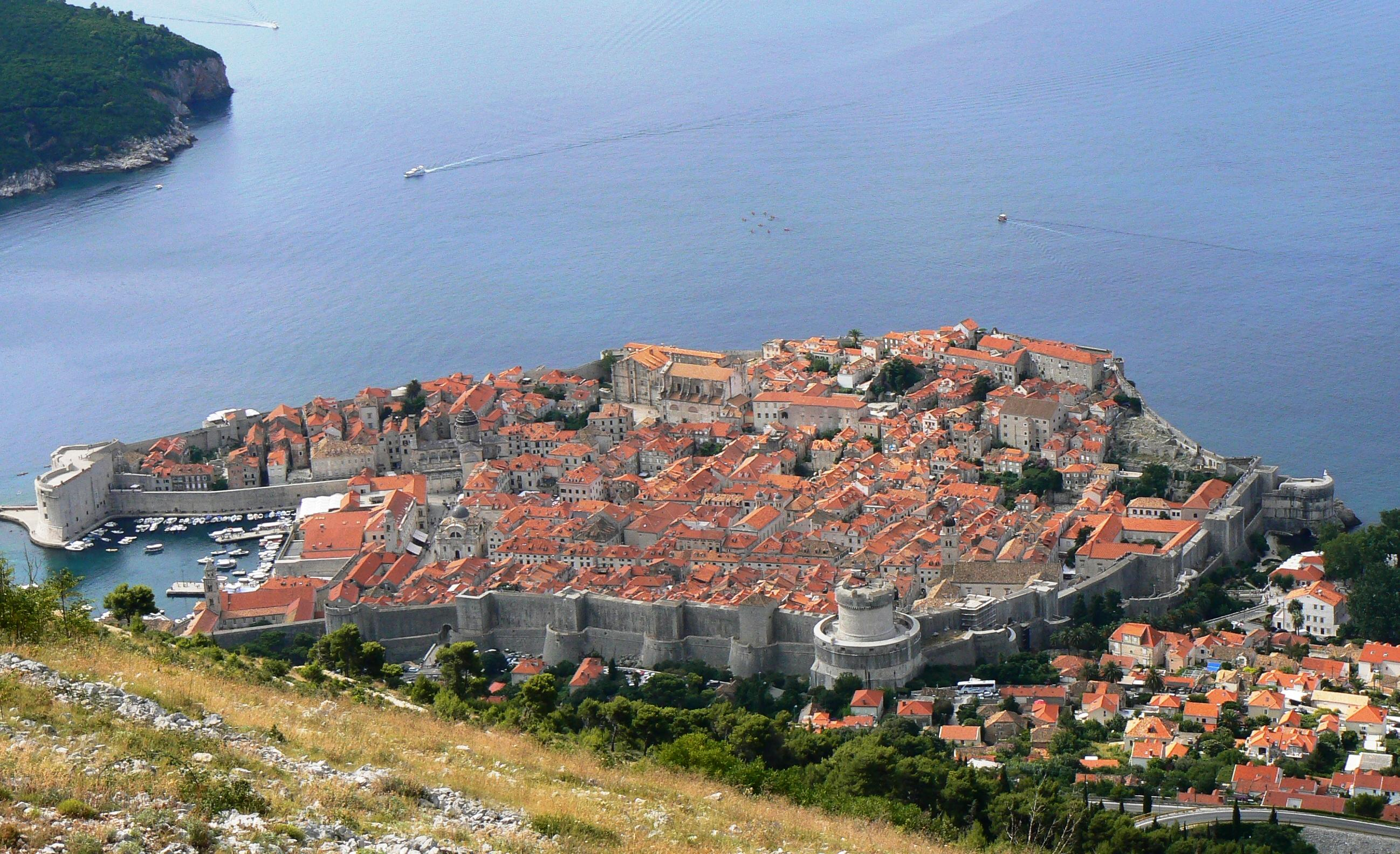
Vista de Dubrovnik des d'un turó proper

Dubrovnik es va fundar el 615 per la unió de Raus, una ciutat en una illa dàlmata que era refugi dels romans d'Epidaurum (avui Cavtat), i Dubrava, una vila de població eslava, amb el nom de Rausium (del qual va derivar Ragusa, essent anomenada també de vegades Salona). Debilitat l'Imperi Romà d'Orient, la ciutat va gaudir d'una àmplia autonomia sota la sobirania, més o menys ferma, de l'Imperi Romà d'Orient. A mitjan segle xii, sota l'emperador Manuel I Comnè, la ciutat va ser sotmesa temporalment a Split (l'antiga Spalato). El 1204, conquerida Constantinoble pels croats, la comuna de Ragusa es va posar sota la protecció de la República de Venècia, fins que pel tractat de Zara va esdevenir protectorat del regne d'Hongria (que incloïa Croàcia) el 1358, però el 1403 es va independitzar de fet i va adoptar el nom de República de Ragusa. Dirigida per una aristocràcia local marinera (talassocràcia), amb una separació molt forta de classes però que va abolir l'esclavitud, la república va destacar en el comerç de l'Adriàtic (en competència amb Venècia) i va arribar al seu màxim desenvolupament els segles xv i xvi. Dos consells ciutadans (Vijeće) formaven el nucli dirigent. El 1526 va acceptar pagar tribut al Sultà otomà. El 1667 un terratrèmol va destruir la ciutat, que es va reconstruir entorn del que actualment és la Placa, el principal carrer de la ciutat vella, i es van construir dos ports, un a cada costat de l'istme. En els segles xvi i xvii va saber jugar amb la rivalitat entre Venècia i l'Imperi Otomà i va estar sota la protecció de l'un o de l'altre segons més li convenia. El 1669 va haver de cedir dos trossos del seu territori als otomans per tal de rebre l'ajuda contra Venècia, que la volia ocupar. El 1718, per la pau de Passarowitz, es va augmentar el tribut i des de llavors va haver de pagar 12.500 ducats anuals a la Sublim Porta; per poder-ho sufragar, els ragusans es van dedicar al cabotatge a la costa de les penínsules Ibèrica i Itàlica. El tractat de Pressburg el 26 de desembre de 1805 va obrir les portes de la ciutat a les forces napoleòniques sota el comandament del general Lauriston, que hi va entrar el 15 de maig de 1806, i el general Marmont va abolir la república per decret el 31 de gener de 1808 i la va integrar al Regne d'Itàlia i, l'any següent, a les Províncies Il·líriques. A final de 1813, assetjada pels britànics, la població local va formar un govern provisional republicà, però el 29 de gener de 1814 fou ocupada pels austríacs. Amb el Congrés de Viena, el 1815 va ser assignada a l'Imperi Austríac i amb la monarquia dual austrohongaresa va ser part de Cisleitània o Austria. El 1918, el Consell Nacional Croat va proclamar la separació, i la unió al Regne dels Serbis, Croats i Eslovens, que després (1929) fou el regne de Iugoslàvia. El 1941 va quedar integrada en l'Estat independent de Croàcia dels ústaixes amb una guarnició italiana, substituïda pels alemanys el 1943. Els partisans de Josip Broz Tito hi van entrar la tardor de 1944 i va integrar-se a la República Socialista Federal de Iugoslàvia (1945) com a part de Croàcia. El 1991, en independitzar-se Croàcia, l'exèrcit federal iugoslau la va declarar zona desmilitaritzada, però la marina federal, controlada pels serbis, la va bombardejar el 1991 i 1992. Amb l'ajut de la UNESCO, la part vella i altres punts de la ciutat danyats foren restaurats.

## Fills il·lustres
- Vittorio Radeglia (1863-1941), compositor musical.